# Tills. med Gunilla månd. kväll o. tisd.
Tills. med Gunilla månd. kväll o. tisd. är en svensk svartvit dramafilm från 1965 med regi och manus av Lars Görling. Filmen var hans första och enda långfilmsregi och hade Sven-Bertil Taube och Helena Brodin i huvudrollerna som Hans respektive Gunilla.

## Om filmen
Filmen spelades in mellan januari och april 1965 i Filmstaden Råsunda, Nyköping och på Ekerö. Fotograf var Lasse Björne och klippare Ulla Ryghe. Filmen premiärvisades den 27 september samma år på biograf Röda Kvarn. Den var 86 minuter och tillåten från 15 år.

## Handling
Filmen följer det unga paret Hans och Gunilla som av misstag råkat köra på en mentalt förvirrad man i de sörmländska skogarna. Händelsen blir ett slags katalysator för paret att ta itu med deras gemensamma problem. Hans känner skuld för det inträffade och Gunilla försöker stötta honom. Filmen slutar med att en polisbil kör upp bakom paret.

## Rollista
- Sven-Bertil Taube	– Hans
- Helena Brodin – Gunilla
- Tina Hedström – Inga
- Marrit Ohlsson – dam
- Inga-Lill Åhström	– dam
- Bjarne Næss – mannen som blir påkörd

### Fotnoter
1. 1 2 3  ”Tills. med Gunilla månd. kväll o. tisd.”. Svensk Filmdatabas. http://sfi.se/sv/svensk-filmdatabas/Item/?itemid=4717&type=MOVIE&iv=Basic&ref=/templates/SwedishFilmSearchResult.aspx?id%3d1225%26epslanguage%3dsv%26searchword%3dtillsammans+med+gunilla%26type%3dMovieTitle%26match%3dBegin%26page%3d1%26prom%3dFalse. Läst 3 april 2013.